# Campyloneurus australiensis
Campyloneurus australiensis är en stekelart som först beskrevs av Gyöö Viktor Szépligeti 1901.  Campyloneurus australiensis ingår i släktet Campyloneurus och familjen bracksteklar. Inga underarter finns listade.